# ماساتاکا ساکاموتو
ماساتاکا ساکاموتو (انگلیسی: Masataka Sakamoto؛ زادهٔ ۲۴ فوریهٔ ۱۹۷۸) بازیکن فوتبال اهل ژاپن است.
از باشگاه‌هایی که در آن بازی کرده‌است می‌توان به باشگاه فوتبال جف یونایتد ایچیهارا چیبا و باشگاه فوتبال آلبیرکس نیگاتا اشاره کرد.